# Шаян Кадын-эфенди (жена Абдул-Меджида I)
Шая́н Кады́н-эфе́нди (тур. Şayan Kadın Efendi; 1829, Сочи — 1 января 1862, Стамбул) — четвёртая жена османского султана Абдул-Меджида I.

## Биография
По данным мемуариста Харуна Ачбы, Шаян родилась на территории современного Сочи в 1829 году в семье убыхского бея Ахмеда Воздена (180?, Сочи — 18??, Кавказ) и его жены Нурхан-ханым (180?, Абхазия — 1873, Стамбул), принадлежавшей к абхазскому княжескому роду Кучба. Помимо Шаян в семье было ещё трое детей: Арслан-бей (1823, Сочи — 1888, Стамбул), Сарра Бакыназ-ханым (1825, Сочи — 1907, Стамбул) и Невнихаль-ханым (1831, Сочи — 1918, Стамбул).
В возрасте 6—7 лет Шаян вместе с сёстрами была передана в султанский дворец под покровительство служившей там соотечественницы Саезар-ханым. Харун Ачба упоминает ещё одну сестру Шаян, Бимисаль-ханым, покинувшую дворец и вышедшую замуж в 1854 году. Старшая из сестёр Шаян, Сарра Бакыназ-ханым, оставалась в султанском дворце до конца своих дней. Невнихаль-ханым застала правление пяти султанов и скончалась в особняке в Серенджебее, подаренном ей Абдул-Хамидом II.
Как позднее Невнихаль-ханым рассказывала княжне Мюлькиджилыан Ачбе, по просьбе валиде Безмиалем-султан Шаян одели в красивое длинное красное платье с золотым поясом, золотые браслеты и корону с жемчугами и рубинами и в таком виде представили султану Абдул-Меджиду. Султан был очарован красотой девушки и даровал ей имя «Шая́н». Брак с султаном был заключён в 1843 году во дворце, располагавшемся на месте современного дворца Чыраган. Харун Ачба пишет, что брак был бездетным, однако турецкий историк Недждет Сакаоглу, ссылаясь на работу Йылмаза Озтуна «Османская династия», называет дочерью Шаян Кадын-эфенди Бехидже-султан; кроме того, Сакаоглу отмечает, что первоначально Шаян носила титул главной икбал, а затем четвёртой кадын-эфенди.
Как пишет Ачба, Шаян Кадын-эфенди, в отличие от других жён Абдул-Меджида I, не любила пышность — ей нравилась простая жизнь. Кроме того, она оказывала помощь своим соотечественникам, пребывавшим с Кавказа в поисках лучшей жизни в Стамбул.
Шаян Кадын-эфенди скончалась от туберкулёза 1 января 1862 года. Её отец к тому времени уже умер, однако мать, Нурхан-ханым, была жива. При содействии султана Абдул-Азиза Нурхан была доставлена в Стамбул на похороны дочери, а после приглашена в султанский дворец Долмабахче, где оставалась до своей смерти. Во дворце Нурхан-ханым занимала положение равное валиде-султан и, как пишет Ачба, была дружна с матерью Абдул-Азиза Пертевниял-султан.